# The League of Extraordinary Gentlemen (película)
The League of Extraordinary Gentlemen (conocida como La Liga de los Hombres Extraordinarios en España y La Liga Extraordinaria en Hispanoamérica) es una película estadounidense de steampunk estrenada el 11 de julio de 2003. Dirigida por Stephen Norrington y distribuida por 20th Century Fox, esta cinta fue protagonizada por Peta Wilson como Mina Harker, Sean Connery como Allan Quatermain, Jason Flemyng como Dr. Jekyll & Mr. Hyde y Naseeruddin Shah como el capitán Nemo. Basada en la serie de cómics The League of Extraordinary Gentlemen de Alan Moore y Kevin O’Neill. La cinta relata las aventuras de un grupo de personajes literarios que son reclutados por el Imperio británico para que sirvan como agentes secretos y lo protejan de las amenazas que se ciernen sobre él. La cinta es un pastiche de personajes literarios victorianos al estilo Familia Wold Newton ambientado a finales del siglo XIX.
La película recaudó en taquilla más de USD 175 millones de dólares en el mundo, percibió ingresos por alquiler de USD 48,6 millones de dólares y obtuvo ganancias por ventas de DVD a partir de 2003 por USD 36,4 millones de dólares. Pensada inicialmente como la primera entrega de una franquicia, terminó siendo la única debido a las malas críticas que recibió. Esta película fue la última aparición de Sean Connery en la pantalla grande.

## Sinopsis
En la era victoriana los gobiernos mundiales están preocupados delante de una serie de extraños altercados. Es por ello que el Imperio británico decide contratar al aventurero Allan Quatermain (Sean Connery) y ponerle al frente de una liga de hombres extraordinarios formada por el agente Sawyer (Shane West), el capitán Nemo (Naseeruddin Shah), la vampiresa Mina Harker (Peta Wilson), el hombre invisible Skinner (Tony Curran), el doctor Jekyll y Mr. Hyde (Jason Flemyng) y Dorian Gray (Stuart Townsend). Todos ellos lucharan para vencer al misterioso y malvado El Fantasma (Richard Roxburgh).

## Argumento
La película se inicia en una versión alterna de 1899. En ella, el Banco de Inglaterra en Londres es asaltado por un grupo de lo que aparentemente son soldados alemanes, equipados con avanzadas armas automáticas, explosivos y un tanque similar a un Mark I. Allí, se roban unos planos de las bases de Venecia, realizados por Leonardo da Vinci. Pocos días más tarde, un hangar de dirigibles Zeppelin en Berlín es atacado por los mismos individuos, esta vez ataviados como soldados ingleses, para secuestrar científicos y destruir las aeronaves. Es entonces cuando ambos gobiernos se declaran la guerra, la cual anuncian que se extenderá por toda Europa. Pero una figura enmascarada y desfigurada, con acento de Europa del este y autoproclamada "El Fantasma", se muestra como el responsable de cada acto.
Un emisario del gobierno británico, Sanderson Reed (Tom Goodman-Hill), llega a un club de caballeros en África para reclutar al legendario y veterano aventurero Allan Quatermain (Sean Connery) para investigar. Debido a las vidas de familiares y amigos que las aventuras de Quatermain le costaron se niega al principio, pero cambia de opinión cuando un grupo de hombres con armas automáticas y armaduras ataca el club. Dándose cuenta de que la guerra podría llegar a su amada África, Quatermain acepta.
En Londres, Quatermain conoce al misterioso "M" (Richard Roxburgh), quien explica su plan de reformar un grupo de individuos conocido como "La Liga de los Hombres Extraordinarios", los cuales eran encargados de ayudar al mundo en momentos de necesidad, para combatir al "Fantasma". M informa también de su reciente misión: impedirle destruir Venecia, donde una conferencia de paz tiene lugar. Otros miembros de la Liga son presentados: el genio tecnológico hindú conocido como Capitán Nemo (Naseeruddin Shah), quien comanda el único submarino del mundo, el Nautilus; un experto ladrón invisible llamado Rodney Skinner (Tony Curran), que trabaja para el gobierno esperando recibir la cura para el suero de invisiblidad que robó y tomó; y Mina Harker (Peta Wilson), una distinguida química y viuda de Jonathan Harker, la cual se revela más tarde como una vampira. El grupo visita al misterioso e inmortal Dorian Gray (Stuart Townsend) para convencerle de unirse a ellos, pero son atacados por los hombres del Fantasma. Tras derrotarles, la Liga encuentra otro miembro en el agente del Servicio Secreto de los Estados Unidos Tom Sawyer (Shane West), quien ha sido enviado para unirse a ellos. Entonces la Liga se mueve a París para capturar al Dr. Henry Jekyll (Jason Flemyng), un científico mutante cuyo gigantesca forma malvada, Edward Hyde, está aterrorizando la ciudad. Tras ser capturado, Jekyll ofrece sus servicios a cambio del indulto para sus antiguos crímenes como Hyde en Londres. Con la Liga completa, se dirigen en el Nautilus hacia Venecia, pero empiezan a sospechar de la presencia de un traidor entre ellos cuando encuentran restos de un flash de cámara fotográfica en el puente de la nave y cuando un vial con suero de Jekyll desaparece. Naturalmente, todos creen que Skinner es el culpable, pero la invisibilidad de este impide que sea encontrado.
Aunque la Liga arriba a Venecia a tiempo, las bombas situadas en sus cimientos estallan, derribando edificios en efecto dominó. La Liga decide que, demoliendo un edificio clave, la secuencia de derrumbes se detendría. Nemo dice poder lanzar un misil balístico desde su nave contra el edificio, pero solo si alguien coloca un señuelo en él. Para ello, Sawyer saca a tierra el automóvil de Nemo y se dirige velozmente al lugar, mientras sus compañeros lo cubren de los secuaces del Fantasma. El mismo es visto por Quatermain, quien lo persigue y desenmascara, mostrando ser M; sin embargo, el enemigo logra huir. Finalmente, Sawyer se estrella contra el edificio y éste es destruido, salvando la ciudad.
Sawyer sobrevive, y al reunirse con los demás descubren que Dorian es el verdadero culpable, pues escapa con un pequeño submarino que había en el Nautilus. Encuentran un disco de vinilo/acetato de M en el que afirma que Dorian ha sido su cómplice, y que mientras que escuchan ese mensaje se está produciendo un sonido que hará explotar unas bombas que hay en el submarino. Empieza a saltar todo por los aires, pero Jekyll, convirtiéndose en Hyde, logra que sobrevivan. Reciben un mensaje en código morse de Skinner, quien dice que se encuentra con M y Dorian, y que se encontrarán donde él les diga. Cuando se reúnen a las afueras de una fortaleza que tenía M en mitad de la nieve, Skinner les cuenta que el enemigo está creando un ejército de vampiros, monstruos y hombres invisibles, gracias a la ciencia que le robaron a Nemo. Se introducen en la fortaleza y, tras matar a Dorian, Quatermain y Sawyer van a por M, a quien Quatermain descubre como el Profesor Moriarty. Un aliado de M toma como rehén a Sawyer, y cuando Quatermain le dispara para que Sawyer se salve, Moriarty le ataca atravesándole el hombro con una espada, y acto seguido escapa. Sin embargo, Sawyer le dispara desde una ventana.
Finalmente, se ve a Sawyer, Skinner, Mina, Jekyll y Nemo en África, en el entierro de Quatermain. Nemo propone a los demás que vayan con él a conocer el mundo viajando en su Nautilus, y éstos aceptan. Sawyer deja en la tumba de Quatermain su rifle, y se va con los demás en dirección al submarino. En la última escena, un brujo africano comienza a bailar alrededor de la tumba de Quatermain. Se entiende que lo está resucitando, pues la tierra de la tumba y el rifle que hay sobre ella comienzan a agitarse como si hubiera un terremoto, y porque África no lo dejará morir.

## Personajes
- Mina Harker es un personaje de la novela de 1897 de Bram Stoker Drácula, lleva un papel menor, cuando en el cómic era líder. Conoció en su juventud a Dorian Gray.

- Capitán Nemo es un marino de las novelas de 1870 Veinte mil leguas de viaje submarino y La isla misteriosa de Jules Verne.

- Allan Quatermain es un aventurero y cazador de elefantes de la novela Las minas del rey Salomón de Henry Rider Haggard. En la película es el líder de la Liga y tiene adicción al opio como en el cómic. Este personaje es igual al del cómic en cuanto no muestra que tenía dos esposas y un hijo. Aunque en la película muere, en la escena final un chamán indica que "África no lo dejará morir", y lo resucita. Él se describe a sí mismo como "Un viejo tigre que siente su fin" que desea "bajar a luchar".

- Dorian Gray es el personaje central de la novela El retrato de Dorian Gray de Oscar Wilde. No aparece en el cómic y toma el papel de traidor que le correspondería en este a Rodney Skinner.

- Doctor Jekyll / Mr. Hyde es un personaje de la novela de Robert Louis Stevenson El extraño caso del Dr. Jekyll y Mr. Hyde.

- Profesor Moriarty/Fantasma de la Ópera, que es la mente maestra criminal en la película, es el antagonista más conocido del detective Sherlock Holmes. Muere originalmente en la novela La aventura del problema final de Arthur Conan Doyle pero así como Holmes sobrevivió a la caída, es fácil imaginarse que Moriarty también sobrevivió. De hecho, cuando es reconocido por Quartermain en la película él pregunta: "¿James Moriarty?, ¿El supuesto Napoleón del crimen?", a lo que Moriarty contestó: "Ese hombre ha muerto en las Cascadas de Reichenbach. Él murió y yo renací". Nótese que esta descripción de "Napoleón del crimen" es la que hace Sherlock Holmes de él.

- Rodney Skinner, el personaje del hombre invisible (de la novela de H. G. Wells), con el nombre completo de Hawley Griffin, aparece en la novela gráfica The League of Extraordinary Gentlemen de Alan Moore. En la adaptación cinematográfica el personaje se llama Rodney Skinner y en lugar de ser el inventor de la fórmula de la invisibilidad es un ladrón que la robó. Skinner fue creado especialmente para esta película debido a problemas con los derechos de autor de la película de 1933 de la Universal.

- Tom Sawyer es tomado de las novelas de Mark Twain, y no es parte del elenco original del cómic The League of Extraordinary Gentlemen. El argumento de la película retrata a Sawyer como un hombre joven (aunque Twain publicó Tom Sawyer, Detective en 1896, la historia fue fijada antes de la Guerra Civil de 1861 al 65). En la película, Sawyer es un agente del servicio secreto americano enviado por Theodore Roosevelt. Nunca se menciona a Tom Sawyer por su nombre en la película, en su lugar se refieren a él como "Agente Sawyer".